# Lua Cheia de Amor
Lua Cheia de Amor é uma telenovela brasileira produzida e exibida pela TV Globo de 3 de dezembro de 1990 a 12 de julho de 1991, em 191 capítulos. Substituindo Mico Preto e sendo substituída por Vamp. Foi a 44ª "novela das sete" exibida pela emissora.
Escrita por Ana Maria Moretszohn, Ricardo Linhares e Maria Carmem Barbosa, teve como ponto de partida a história da novela Dona Xepa, de Gilberto Braga, que também foi supervisor de texto da trama. A trama é também livremente inspirada na peça teatral homônima de Pedro Bloch e contou com a colaboração de Márcia Prates, direção de José Carlos Pieri, Flávio Colatrello e Fred Confalonieri, e direção geral e núcleo de Roberto Talma.
Contou com Marília Pêra, Francisco Cuoco, Maurício Mattar, Isabela Garcia, Geraldo Del Rey, Susana Vieira, Drica Moraes, Arlete Salles, Carlos Zara, Bete Mendes e Cláudio Cavalcanti, nos papéis principais.

## Enredo
A camelô Genuína Miranda, a Genu (Marília Pêra) é uma mulher batalhadora que foi há anos abandonada pelo marido, Diego (Francisco Cuoco), mas que continua esperando pelo seu retorno. Ela dá um duro danado para que seus dois filhos, Rodrigo (Roberto Battaglin) e Mercedes (Isabela Garcia), tenham as oportunidades de vida que ela não teve, mas sofre com o desprezo deles, que não aceitam a condição e a natureza da mãe, uma mulher extremamente simplória.
Rodrigo aproveitou o sacrifício da mãe: estudou e sonha em ser cineasta. Com um prêmio conseguido num concurso, inicia sua escalada profissional - o que vai aumentar seus conflitos com Genu e afastá-lo mais dela. Sonha em morar sozinho e gostaria que ela encarasse com naturalidade essa aspiração. Namora Flávia (Renata Laviola), uma vizinha, mas tem medo de casar e perder a liberdade. É quando acaba por se envolver com Rutinha (Sílvia Bandeira), uma mulher mais velha e rica - para o desespero de Flávia.
Mercedes, aparentemente sensível e revoltada, é ambiciosa e interesseira, só tendo um objetivo: a ascensão social para sair da vida pobre que leva. Para atingir essa meta, quer casar com um homem rico. Só pensa nisso e rejeita a mãe, embora, no fundo, queira melhorar a vida dela pelo jeito mais fácil. Ela conhece Douglas (Rodolfo Bottino), um advogado falido que esconde de todos a sua verdadeira situação econômica. Ele é filho de Jordão (Carlos Zara), um empresário casado com a tresloucada Kika Jordão (Arlete Salles). Mercedes aproxima-se de Douglas por interesse, e ele também, pois acha que ela é rica, e os dois acabam casando-se. Depois disso, Genu só consegue ver a filha quando está disfarçada de mulher rica, para que a família de Jordão não desconfie da verdadeira situação da moça.
Kika Jordão, obcecada pela ideia de aparecer nas colunas sociais, tem como maior sonho da vida se tornar amiga da socialite Laís Souto Maia (Susana Vieira), casada com Conrado Souto Maia (Cláudio Cavalcanti), proprietário de uma das mais importantes agências de publicidade do país. Para isso, incentiva a amizade da filha Olívia (Carol Machado), com Patrícia (Maria Mariana), filha dos Souto Maia.
O casal Souto Maia tem ainda dois outros filhos: Isabela (Drica Moraes) e Augusto (Maurício Mattar). Ele é um rapaz que nunca passou dificuldade na vida, frequenta a alta sociedade carioca, mas se recusa a aceitar o destino de herdeiro. Não quer ser o futuro dono da empresa do pai. É apaixonado por Mercedes mas não aceita sua mania de riqueza, enquanto ela não aceita seu desapego pela fortuna da família. Já Isabela, além de ser cleptomaníaca, é vítima das armações do mau-caráter Wagner (Mário Gomes), de olho em sua fortuna. Ele trabalha na agência de publicidade da família e não mede esforços para atingir seus objetivos. Mas a moça é de fato apaixonada por Lourenço (Felipe Martins), amigo de Rodrigo.
Enquanto isso, Genu, ainda sonhando com o retorno do marido, nem percebe o amor altruísta de Túlio (Geraldo del Rey), seu vizinho, pai de Lourenço. Mas Diego acaba retornando, e com outra identidade, Esteban García, mudando o destino de Genu.

## Elenco
| Ator                | Personagem                                   |
| ------------------- | -------------------------------------------- |
| Marília Pêra        | Genuína Miranda (Genu)                       |
| Francisco Cuoco     | Diego Miranda / Esteban García               |
| Isabela Garcia      | Mercedes Miranda                             |
| Maurício Mattar     | Augusto Souto Maia                           |
| Cláudio Cavalcanti  | Conrado Souto Maia                           |
| Susana Vieira       | Laís Souto Maia                              |
| Roberto Battaglin   | Rodrigo Miranda                              |
| Geraldo Del Rey     | Túlio Figueiras                              |
| Arlete Salles       | Maria Quitéria Jordão da Silva (Kika Jordão) |
| Carlos Zara         | Celso Jordão (Jordão)                        |
| Rodolfo Bottino     | Douglas Jordão                               |
| Mário Gomes         | Wagner Alcantara                             |
| Drica Moraes        | Isabela Souto Maia                           |
| Sílvia Bandeira     | Ruth Xavier (Rutinha)                        |
| Felipe Martins      | Lourenço Figueiras                           |
| Renata Laviola      | Flávia Alvarenga                             |
| Dora Pellegrino     | Fernanda de Castro                           |
| Alexandre Lippiani  | Bruno Pacheco Queiroz (Bubby)                |
| Bete Mendes         | Emília Amoedo                                |
| John Herbert        | Urbano                                       |
| Norma Blum          | Maria Cecília                                |
| Mauro Mendonça      | Maurício                                     |
| Lú Mendonça         | Zeli                                         |
| Chica Xavier        | Hermée                                       |
| Rosita Thomaz Lopes | Venância Souto Maia (Dona Venância)          |
| Marcelo Faria       | Hugo Ricardo de Castro                       |
| Maria Mariana       | Patrícia Souto Maia                          |
| Carol Machado       | Olívia Judith da Silva                       |
| Paulo Reis          | Rogério (Roger)                              |
| Paula Lavigne       | Renata                                       |
| Cinira Camargo      | Lucrécia                                     |
| Juliana Teixeira    | Júlia                                        |
| Nildo Parente       | Leandro                                      |
| Inês Galvão         | Rosilene                                     |
| Fernando Almeida    | Washington                                   |
| Guga Coelho         | Joaquim Figueiras (Quim)                     |
| Sônia de Paula      | Socorro                                      |
| Leina Krespi        | Roberta (Robertona)                          |
| Alberto Baruque     | Calixto                                      |
| Marcus Vinícius     | Severino                                     |
| Arildo Agla         | Tucano                                       |
| Alan Alencar        | Super Boy                                    |

### Participações especiais
| Ator                    | Personagem                                                                                       |
| ----------------------- | ------------------------------------------------------------------------------------------------ |
| Adriana Nobre           | Rosa (funcionária da loja de Kika que fica com Douglas no final)                                 |
| Aidée Miranda           | cliente da loja de Kika                                                                          |
| Alfredo Murphy          | Mané Bexiga (agiota roubado por Diego no passado)                                                |
| Andréa Paola            | Baby (ex-mulher de Bubby que o inferniza em relação a pensão do filho)                           |
| Benjamin Cattan         | Nicolai Sudonov (do falso casal do leste europeu que querem investir no Brasil)                  |
| Cláudio Corrêa e Castro | empresário que recompensa Genu por ela lhe devolver seus remédios                                |
| Cláudio Mamberti        | Graciliano (primeiro marido de Kika e pai de Olívia)                                             |
| Daniela Escobar         | Adelaide de Mendonça Teles (socialite na vernissage de Esperidião Spinoza)                       |
| Fábio Sabag             | Barroso (patrão de Mercedes na joalheiria que a demite quando perde um par de brincos)           |
| Felipe Wagner           | delegado que prende Genu por vender produtos roubados                                            |
| Francisco Silva         | funcionário de Maria Cecília em São Paulo                                                        |
| Gerson Brenner          | Cláudio (amigo de Bubby com quem Rutinha fica no final)                                          |
| Heloísa Raso            | Helô (Heloísa)                                                                                   |
| Ivan Cândido            | Alvarenga (pai de Flávia, morre no inicio)                                                       |
| João Vieitas            | Laurinho Leal (decorador e personal stylist contratado por Kika que acaba pedindo demissão)      |
| Jorge Cherques          | delegado que prende os adolescentes e Genu quando é acusada de roubar o anel de Kika             |
| Jorge Coutinho          | policial que leva Genu pra prestar depoimento quando é acusada de roubar o anel de Kika          |
| José Maria Blanco       | Sarmiento (advogado espanhol que soluciona o engano da herança de Genu em Barcelona)             |
| Júlio Braga             | caminhoneiro que socorre Kika e Roger na estrada quando o pneu do carro deles fura               |
| Lala Schneider          | Nina Sudonov (do falso casal do leste europeu que querem investir no Brasil)                     |
| Luiz Carlos Vasconcelos | professor de ginástica que substitui Bubby                                                       |
| Márcia Couto            | Elza (secretária de Conrado)                                                                     |
| Maria Sílvia            | Maria da Glória Pereira (prostituta colega de cela de Genu, acusada de vender produtos roubados) |
| Nestor de Montemar      | Zulmiro (funcionário do porto onde Genu busca notícias de Diego)                                 |
| Newton Martins          | delegado que investiga o sumiço de Augusto                                                       |
| Paola Bettega           | Vicky (modelo com quem Rodrigo se envolve)                                                       |
| Paula Feitosa           | Shirley Maria (prostituta colega de cela de Genu, acusada de vender produtos roubados)           |
| Pedro Bellini           | dançarino que aparece com Diego na Espanha                                                       |
| Raquel Nunes            | Luli (da turma de adolescentes da vila, amiga de Quim)                                           |
| Regina Antonini         | Sueli (secretária de Jordão)                                                                     |
| Reginaldo Faria         | Vinícius (ex-namorado de Rutinha que se envolve com Laís quando o casamento dela está mal)       |
| Renato Coutinho         | Dr. Lopes Vieira (advogado contratado por Augusto para tirar Genu da prisão                      |
| Selma Lopes             | Diamantina da Silva (bebada colega de cela de Genu, acusada de vender produtos roubados)         |
| Suely Franco            | Shirley Caetano/Maria da Luz (ex-mulher de Jordão e mãe de Douglas)                              |
| Suzane Seixas           | recepcionista no hospital onde Túlio estava internado                                            |
| Tatiana Issa            | Carla (par de Quim no final)                                                                     |
| Tereza Seiblitz         | dançarina que aparece com Diego na Espanha                                                       |
| Totia Meireles          | Rosa Maria (secretária do empresário que recompensa Genu)                                        |
| Tuca Andrada            | Marcos (sócio do canil onde Kika aluga um dálmata para passear no calçadão)                      |
| Vinicius Salvatore      | patrão de Esteban num restaurante em São Paulo                                                   |
| Waldir Amâncio          | Manel (caseiro na casa de campo dos Souto Maia)                                                  |

## Produção
A telenovela foi produzida pela Globo, em parceria conjunto com emissora espanhola Radio Televisión Española (RTVE) e a suíça Radiotelevisione Svizzera Italiana (RSI).
Para substituir Mico Preto, a Globo começou a produzir Perigosas Peruas. Porém a emissora voltou atrás e decidiu trazer para o horário um remake disfarçado de Dona Xepa.
A novela demorou para engrenar. Mesmo com algumas mudanças no enredo, e com uma melhora significativa na audiência, a novela não escapou dos bombardeios de críticas da imprensa especializada.
Em entrevista alguns dias após o fim da novela, a autora Ana Maria Moretzsohn defendeu a novela e afirmou que ela havia atingido seus objetivos:
| “                                                  | O público não gostou do jeito de falar da Genuína e sentimos a necessidade de desviar-nos da trama original”, afirma, explicando que tal mudança rendeu cerca de 10 pontos no Ibope de Lua Cheia. “Depois, mantivemos uma boa audiência. A intenção era fazer uma boa e agradável novela das sete, e acredito que tenhamos cumprido esta finalidade com sucesso | ” |
| — Ana Maria Moretzsohn ao Jornal o Dia, 23/07/1991 | |   |

## Exibição
O Viva fez uma enquete em 2014 para o público escolher a próxima reprise de novela, para substituir História de Amor, e Lua Cheia de Amor ficou em 3º lugar, com 30%, enfrentando Despedida de Solteiro, que ficou em 2° lugar, obtendo 33%, e a vencedora foi Tropicaliente, de 1994, com 37% dos votos.

### Outras mídias
Em 23 de maio de 2022, foi disponibilizada na íntegra pelo Globoplay, como parte do Projeto Resgate.

## Trilha sonora

### Nacional
Capa: Roberto Bataglin
| N.º            | Título                                                    | Música                         | Personagens        | Duração  |  |
| 1.             | "Só Você Vai Me Fazer Feliz (Can't Help Falling In Love)" | Julio Iglesias                 | Genuína (Genu)     | 03:18    |  |
| 2.             | "La Miranda"                                              | Rita Lee & Roberto de Carvalho | Abertura           | 04:54    |  |
| 3.             | "Luz da Lua (Prendi La Luna)"                             | Ana Belén                      | Augusto e Mercedes | 03:38    |  |
| 4.             | "Ñ Acredito (I'm a Believer)"                             | Lulu Santos                    | Patrícia e Hugo    | 02:24    |  |
| 5.             | "Além da Sedução"                                         | Nico Rezende                   | Flávia e Rodrigo   | 04:10    |  |
| 6.             | "Alpinista Social"                                        | Lenine                         | Kika               | 03:24    |  |
| 7.             | "Não Diga Adeus (Don't Wanna Say Goodbye)"                | The Fevers                     | Lourenço           | 05:29    |  |
| 8.             | "O Primeiro Outono (Instrumental)"                        | Roger Henri                    | Conrado e Laís     | 04:22    |  |
| 9.             | "Caleidoscópio"                                           | Os Paralamas do Sucesso        | Isabela            | 03:28    |  |
| 10.            | "Eu Canto Samba"                                          | Paulinho da Viola              | Núcleo dos Pobres  | 02:36    |  |
| 11.            | "Bom Presságio"                                           | Guilherme Arantes              | Douglas            | 03:57    |  |
| 12.            | "Outra Esfera"                                            | Orlando Morais                 | Rodrigo            | 04:47    |  |
| 13.            | "Púrpura"                                                 | Dulce Quental                  | Emília             | 03:39    |  |
| 14.            | "Como é Grande o Meu Amor Por Você"                       | Osvaldo Montenegro             | Túlio              | 04:11    |  |
| 15.            | "Você Voou"                                               | Mário Gomes                    | Wagner             | 03:27    |  |
| 16.            | "Viagem (Instrumental)"                                   | Nova Era                       | Núcleo dos Ricos   | 03:34    |  |
| Duração total: | Duração total:                                            | Duração total:                 | Duração total:     | 01:01:25 |  |

### Internacional
Capa: Maurício Mattar
| N.º            | Título                     | Música                         | Personagens        | Duração |  |
| 1.             | "You Gotta Love Someone"   | Elton John                     | Rodrigo            | 05:00   |  |
| 2.             | "Mary Had a Little Boy"    | Snap!                          | Tema Geral         | 04:51   |  |
| 3.             | "Love"                     | The Dream Academy              | Tema Geral         | 03:41   |  |
| 4.             | "When I Die"               | The Real Milli Vanilli         | Diego              | 04:26   |  |
| 5.             | "Heal The Pain"            | George Michael                 | Augusto e Mercedes | 04:45   |  |
| 6.             | "Stay With Me"             | Howard Thomas                  | Flavia e Rodrigo   | 03:10   |  |
| 7.             | "Tiempo de Vals"           | Chayanne                       | Tema Geral         | 04:08   |  |
| 8.             | "Mujer"                    | Roberto Carlos                 | Genuína (Genu)     | 03:50   |  |
| 9.             | "Let's Try It Again"       | New Kids On The Block          | Laís               | 03:50   |  |
| 10.            | "I'm Free"                 | The Soup Dragons & Junior Reid | Patrícia           | 03:56   |  |
| 11.            | "Crazy In Love"            | Kenny Rogers                   | Isabela            | 04:16   |  |
| 12.            | "Everybody, Everybody"     | Black Box                      | Tema Geral         | 05:20   |  |
| 13.            | "All The Man That I Need"  | Whitney Houston                | Rodrigo e Mercedes | 04:09   |  |
| 14.            | "Love Call (Instrumental)" | Inca Ahuapi Cabañas            | Tema Geral         | 03:53   |  |
| Duração total: | Duração total:             | Duração total:                 | Duração total:     | 59:17   |  |